# Onychothecus ateuchoides
Onychothecus ateuchoides là một loài bọ cánh cứng trong họ Bọ hung (Scarabaeidae).